# شيغيلة أرابينية من النمط أ
شيغيلة أرابينية من النمط أ (بالإنجليزية: Shigella arabinotarda type A)‏ هي نمط بكتيري من أنماط الشيغيلة الزحارية ضمن شعبة المتقلبات.

## تسميات أخرى
- شيغيلة زحارية من النمط الثالث (بالإنجليزية: Shigella dysenteriae type 3)‏